# Eudendrium album
Eudendrium album is een hydroïdpoliep uit de familie Eudendriidae. De poliep komt uit het geslacht Eudendrium. Eudendrium album werd in 1898 voor het eerst wetenschappelijk beschreven door Nutting. 